# Maria Loja
Maria Loja (12 de febrero de 1890 - 3 de enero de 1953) fue una actriz teatral, radiofónica y cinematográfica de nacionalidad alemana.

## Biografía
También conocida como Maria Loja-Stiebner o Maria Loya, su verdadero nombre era Henny Anna Maria Hinsch, y nació en Hamburgo, Alemania, siendo sus padres el posadero Hermann Hinsch y su esposa Amanda. Actuó con Erich Ziegel en el Teatro Hamburger Kammerspiele y a lo largo de los años tuvo compromisos artísticos con diferentes teatros de Berlín, especialmente con el Theater am Schiffbauerdamm.
A partir de 1934 también participó en diferentes producciones cinematográficas, entre ellas Mach’ mich glücklich, cinta dirigida en 1935 por Arthur Robison e interpretada por Emil Birron, Egon Brosig y Else Elster, así como la película de 1943 Romanze in Moll, dirigida por Helmut Käutner y protagonizada por Marianne Hoppe, Paul Dahlke y Ferdinand Marian. En el año 1949 encarnó a una anfitriona en la película producida por la Deutsche Film AG Rotation, realizada por Wolfgang Staudte y protagonizada por Paul Esser, Irene Korb y Werner Peters. Además, Loja trabajó ocasionalmente como actriz radiofónica.
Maria Loja estuvo casada con el actor Hans Stiebner, con el cual enseñó arte dramático, encontrándose entre sus alumnos el actor Martin Benrath y el director y actor Axel von Ambesser.
Maria Loja falleció en 1953 en Berlín, Alemania.

## Filmografía (selección)
- 1934 : Die Medaille
- 1934 : Die Finanzen des Großherzogs
- 1934 : Abenteuer im Südexpress
- 1934 : La Paloma
- 1934 : Ihr größter Erfolg
- 1935 : Das Geschenk
- 1935 : Mach' mich glücklich
- 1935 : Ich war Jack Mortimer
- 1935 : Königstiger
- 1936 : Boccaccio
- 1936 : Der galante König
- 1937 : Die Holzauktion
- 1937 : Menschen ohne Vaterland
- 1937 : Sherlock Holmes
- 1937 : Versprich mir nichts!
- 1937 : Gabriele: eins, zwei, drei
- 1938 : In geheimer Mission
- 1939 : Spaßvögel
- 1939 : Männer müssen so sein
- 1939 : Es war eine rauschende Ballnacht
- 1939 : Ihr erstes Erlebnis
- 1940 : Rote Mühle
- 1940 : Der Kleinstadtpoet
- 1941 : Die Kellnerin Anna
- 1942 : Rembrandt
- 1942 : Der große König
- 1942 : Die goldene Stadt
- 1943 : Der kleine Grenzverkehr
- 1943 : Romanze in Moll
- 1944 : Familie Buchholz
- 1944 : Es lebe die Liebe
- 1945 : Das Mädchen Juanita
- 1947 : Jan und die Schwindlerin
- 1948 : Fahrt ins Glück
- 1949 : Rotation
- 1951 : Die Sonnenbrucks
- 1953 : Fräulein Casanova
- 1953 : Der Verschwender

## Radio (selección)
- 1947 : Ein Sonntag-Nachmittag, dirección de Otto Kurth
- 1949 : Begegnung, dirección de Eberhard Cronshagen
- 1949 : Ein belangloser Fall
- 1949 : Der erste Preis
- 1950 : Der Hagestolz, dirección de Karl Metzner
- 1950 : Das Wirtshaus zu den fünf Wünschen, dirección de Heinz von Cramer
- 1950 : Zum goldenen Anker, dirección de Hanns Korngiebel
- 1952 : Apoll an der Seine, dirección de Fritz Schröder-Jahn